# Капистрану
Капистрану (порт. Capistrano)  —  муниципалитет в Бразилии. входит в штат Сеара. Составная часть мезорегиона Север штата Сеара. Входит в экономико-статистический  микрорегион Батурите, который входит в Север штата Сеара. Население составляет 16 373 человека на 2006 год. Занимает площадь 194,797 км². Плотность населения — 84,1 чел./км².

## Статистика
- Валовой внутренний продукт на 2003 составляет 27.445.519,00 реалов (данные: Бразильский институт географии и статистики).
- Валовой внутренний продукт на душу населения на 2003 составляет 1.687,40 реалов (данные: Бразильский институт географии и статистики).
- Индекс развития человеческого потенциала на 2000 составляет 0,631 (данные: Программа развития ООН).